# Mento (personaggio)
Mento, il cui vero nome è Steve Dayton, è un personaggio dei fumetti creato da Arnold Drake (testi) e Bruno Premiani (disegni) nel 1964, pubblicato dalla DC Comics.

## Biografia del personaggio
Steve Dayton è un potente metaumano dagli incredibili poteri mentali ed è uno degli uomini più ricchi al mondo. Si costruì un elmo per aumentare le sue capacità mentali e si fece chiamare Mento. Questo fu un tentativo da parte di Dayton di far colpo su Elasti-Girl della Doom Patrol. Nonostante il suo fare arrogante avesse irritato i maschi della formazione, egli ci riuscì, e in Doom Patrol n. 104 (giugno 1966), Mento ed Elasti-Girl si sposarono. Essi adottarono ben presto Garfield Logan. Dopo la morte di Elasti-Girl, Mento impazzì, con un tumore al cervello, creò l'Hybrid e se la prese con Beast Boy per le morti dei membri originali di Doom Patrol. Quando l'Hybrid venne sconfitto e Raven lo guarì dal suo problema al cervello, Steve Dayton diede una mano in seguito nella battaglia contro la Wildebeest Society. Più avanti, egli divenne Crimelord e provò a incastrare Deathstroke per omicidio, ma si è venuto a sapere in seguito che lo aveva commesso lo stesso Crimelord e a Deathstroke vennero cancellate tutte le accuse.
Più avanti, Mento chiese proprio al padre di Raven di riavere la moglie viva, il potentissimo demone Trigon accettò e gli chiese in cambio la sua anima, la sua memoria e i suoi ricordi.
Mento girò per il mondo aiutando la gente senza ricordarsi dei suoi amici e della sua amata Rita.
Successivamente, grazie all'aiuto del potente Dottor Fate, Mento riacquisto' la sua memoria e la sua anima.

### Un anno dopo
In Teen Titans (terza serie) n. 36, viene rivelato che Steve Dayton è ritornato con il resto della Doom Patrol. Nonostante sia un membro del supergruppo, scrive furiosamente romanzi, apparentemente stimolato da una vena creativa provocata dall'elmetto. Sembra anche che sia nata una nuova passione poiché afferma che Rita è innamorata solo di Mento e non di Steve Dayton. Afferma anche di ricordarsi dei suoi giorni nelle vesti di Crimelord, riferendosi a quel tempo come ad "un intoppo nel casco".
Il casco di Mento è ora di colore rosso ed indossa un costume nero con un fulmine giallo che lo attraversa; questa colorazione del casco e del costume assomiglia al look che caratterizzava l'incarnazione originale che faceva parte della Doom Patrol.
Scoprendo la verità su Caulder, che sta parlando a Kid Devil per unirsi alla Doom Patrol perché i suoi compagni di squadra, i Titani, lo disprezzano sempre come un diverso, Dayton si libera dalla sua dipendenza e alla fine si toglie l'elmetto. Pensando distintamente per la prima volta dopo anni, prende il controllo dei Doom Patrol da The Chief, rivendicando rispetto per gli altri membri della squadra.

## Poteri e abilità
Mento è un metaumano che possiede vasti poteri telepatici. Egli è in grado di percepire i pensieri degli altri o proiettare i propri pensieri in un raggio di circa 200 chilometri.
Gli ampi poteri psionici e telepatici di Mento gli permettono di leggere le menti e i ricordi degli altri, avvertire le emozioni e le sensazioni di chi lo circonda, manipolare le menti degli altri, deviare le loro menti per rendersi invisibile, creare illusioni mentali potenti, causare la perdita di particolari ricordi o amnesia totale, e indurre dolore o temporanea paralisi mentale e/o fisica in altri.
Mento possiede due antenne sul suo casco e ha la capacità di emettere un impulso ultrasonico, che gli dona la capacità di volare, l'intangibilità e gli aumenta i suoi già incredibili poteri psichici. Di contro l'elmetto consuma la psiche di chi lo indossa, rendendolo instabile e paranoico, a che se ora Mento sembra averne annullato gli effetti.
Dayton è estremamente intelligente e un luminare in molti campi delle scienze. È inoltre versato nella tattica e nella strategia.

## Altri media
Mento è apparso nella quinta stagione di Teen Titans negli episodi Homecoming: Part 1 e Homecoming: Part 2 doppiato da Xander Berkeley. Viene ritratto come leader dei Doom Patrol ossessionato dal fermare la Fratellanza del Male e che ha problemi con l'incapacità di Beast Boy di seguire gli ordini, quando le azioni del ragazzo sono giustificabili. Questa può essere benissimo la ragione per cui Beast Boy abbandona i Doom Patrol. Sebbene non venga mai chiarito se Steve sia o meno il padre adottivo di Beast Boy nella serie, egli si riferisce a lui come "figliolo" e ad un certo momento dice, «Questo è il mio ragazzo»: se il riferimento ai fumetti non è casuale, se ne deduce che Beast Boy sia il figlio adottivo di Steve.